# Stefan Angelow
Stefan Angelow (bulgarisch Стефан Ангелов Георгиев; * 7. Januar 1947 in Bjala woda, Oblast Plewen; † 21. Dezember 2019) war ein bulgarischer Ringer. Er gewann bei den Olympischen Spielen 1972 und 1976 jeweils eine Bronzemedaille im griechisch-römischen Stil im Papiergewicht.

## Werdegang
Stefan Angelow war ein bulgarischer Ringer, der von der Einführung des Papiergewichts als leichtester Klasse mit einem Gewichtslimit von nur 48 kg im Jahre 1969 durch den internationalen Ringerverband (FILA) profitierte, weil er bei einer Größe von nur 1,52 Metern relativ leicht in diese Gewichtsklasse abtrainieren konnte. Über seine Herkunft und Entwicklung ist nichts bekannt. Er wurde aber im Jahre 1969 bei der Weltmeisterschaft in Mar del Plata eingesetzt, bei der erstmals dieses Papiergewicht im Programm stand. Aus diesem Grunde musste er schon einige Jahre vorher, also schon als Jugendlicher, mit dem Ringen begonnen haben, bei dem er sich ganz auf den griechisch-römischen Stil konzentrierte.
In Mar del Plata kam er zu Siegen über den Kanadier Gordon Bertie und den Südkoreaner Baek Seung-hyun, durch Niederlagen gegen Gheorghe Berceanu aus Rumänien, der im späteren Verlauf seiner Karriere einer seiner Hauptkonkurrenten werden sollte, und gegen Wladimir Kustow aus der UdSSR verpasste er mit einem 4. Platz knapp eine Medaille. Bei der Weltmeisterschaft 1970 in Edmonton musste er gehöriges Lehrgeld bezahlen, denn er verlor gegen Minami Haruya aus Japan und wurde im Kampf gegen Rolf Lacour aus der Bundesrepublik Deutschland gemeinsam mit diesem disqualifiziert und landete deshalb abgeschlagen auf dem 13. Platz.
Bereits ein Jahr später gelang es ihm aber bei der Weltmeisterschaft in Sofia, die bronzene Medaille im Papiergewicht zu gewinnen. Er besiegte dabei Günther Maas aus der BRD und Hizir Sari aus der Türkei, rang gegen Ferenc Seres aus Ungarn unentschieden und siegte über Jaroszek aus Polen und Bernd Drechsel aus der DDR. Da er nur Punktsiege erzielte, wofür er jeweils mit einem Fehlpunkt belastet wurde und einmal unentschieden rang, wofür er zwei Fehlpunkte erhielt, kam es zu der unglücklichen Situation, dass er nach fünf Kämpfen mit 6 Fehlpunkten ausscheiden musste, obwohl er keinen einzigen Kampf verloren hatte. Er erreichte aber noch den 3. Platz.
Diesen Platz belegte Stefan Angelow auch bei den Olympischen Spielen 1972 in München und gewann damit eine olympische Bronzemedaille. Besonders bemerkenswert war dabei sein Sieg über den Weltmeister von 1971, Wladimir Subkow, aus der UdSSR. Ferenc Seres, Lennart Svensson aus Schweden, Lorenzo Calafiore aus Italien und Kazuhara Ishida aus Japan waren die anderen Athleten, die er besiegte. Niederlagen musste er von Gheorghe Berceanu und Rahim Aliabadi aus dem Iran hinnehmen. Bereits im Frühjahr 1972 war er bei der Europameisterschaft in Kattowitz Vize-Europameister geworden. Er hatte dabei u. a. erneut Subkow aus der UdSSR besiegt, den Finalkampf gegen Gheorghe Berceanu aber verloren.
In den Jahren 1973 und 1974 konnte Stefan Angelow bei den internationalen Meisterschaften keine Medaillen gewinnen. 1973 wurde er bei der Weltmeisterschaft in Teheran eingesetzt, wo er nach Siegen über Morad Ali Shirani aus dem Iran, Salih Bora aus der Türkei und Ferenc Seres gegen Constantin Alexandru aus Rumänien unentschieden rang. In seinem letzten Kampf bei dieser Weltmeisterschaft wurde er zusammen mit seinem Gegner Wladimir Subkow wegen „Passivität“ disqualifiziert, weil keinem dieser beiden Ringer eine Wertung gelang. Dafür erhielt er, wie Subkow, vier Fehlpunkte, womit er ausschied und den 4. Platz belegte, während Subkow trotz der vier Fehlpunkte, die er ebenfalls erhielt, noch Weltmeister wurde. Das damalige Reglement ließ solche Resultate noch zu, nach dem heute (2009) gültigen wäre das nicht mehr möglich.
Bei der Europameisterschaft 1974 in Madrid verlor Stefan Angelow nach drei gewonnenen Kämpfen gegen Constantin Alexandru und Alexei Schumakow aus der UdSSR und belegte damit den 5. Platz. Bei der Weltmeisterschaft 1974 wurde er nicht eingesetzt.
1975 erreichte er bei der Weltmeisterschaft in Minsk den 3. Platz und gewann damit wieder eine Bronzemedaille. Er siegte dort über Kazuhara Ishida, Khalil Rashid-Mohammadzadeh aus dem Iran, Otto Köb aus Österreich, verlor gegen Gheorghe Berceanu, siegte über Salih Bora und verlor gegen Wladimir Subkow.
Bei der Europameisterschaft 1976 in Leningrad gelang Stefan Angelow nur ein Sieg über Salih Bora. Gegen Ferenc Seres und Alexei Schumakow verlor er und erreichte damit nur den 5. Platz. Bei den Olympischen Spielen dieses Jahres in Montreal kämpfte er aber wieder erfolgreich und besiegte Lee In-chung aus Südkorea, Antonio Quistelli aus Italien, Khalil Rashid-Mohammadzadeh u. Salih Bora. Gegen Gheorghe Berceanu und Alexei Schumakow verlor er, hatte aber seine zweite olympische Bronzemedaille schon sicher.
Nach den Olympischen Spielen 1976 beendete Stefan Angelow seine internationale Ringerkarriere. Über seinen weiteren Lebensweg ist nichts bekannt.

## Internationale Erfolge
| Jahr | Platz  | Wettbewerb                               | Gewichtsklasse | Einordnung |
| ---- | ------ | ---------------------------------------- | -------------- | --- |
| 1969 | 4.     | WM in Mar del Plata                      | Papier         | mit Siegen über Gordon Bertie, Kanada u. Baek Seung-hyun, Südkorea u. Niederlagen gegen Gheorghe Berceanu, Rumänien u. Wladislaw Kustow, UdSSR                                                                                |
| 1970 | 13.    | WM in Edmonton                           | Papier         | nach Niederlagen gegen Minami Haraya, Japan und Rolf Lacour, BRD |
| 1971 | 1.     | Intern. Turnier in Warna                 | Papier         | vor Tschawka, UdSSR u. Gheorghe Berceanu |
| 1971 | 3.     | WM in Sofia                              | Papier         | mit Siegen über Günther Maas, BRD u. Hizir Sari, Türkei, einem Unentschieden gegen Ferenc Seres, Ungarn u. Siegen über Jaroszek, Polen u. Bernd Drechsel, DDR                                                                 |
| 1972 | 4.     | Klippan-Turnier                          | Papier         | hinter Gheorghe Berceanu, Günther Maas u. Bernd Drechsel |
| 1972 | 2.     | Vorolympisches Turnier in München        | Fliegen        | hinter Fritz Huber (Ringer), BRD u. vor Paul Schneider, BRD |
| 1972 | 2.     | EM in Kattowitz                          | Papier         | mit Siegen über Raimo Hirvonen, Finnland, Juan Luis Costales, Spanien, Lennart Svensson, Schweden, Ferenc Seres und Wladimir Subkow, UdSSR und einer Niederlage gegen Gheorghe Berceanu                                       |
| 1972 | Bronze | OS in München                            | Papier         | mit Siegen über Wladimir Subkow, Ferenc Seres, Lennart Svensson, Lorenzo Calafiore, Italien und Kazuhara Ishida, Japan und Niederlagen gegen Gheorghe Berceanu und Rahim Aliabadi, Iran                                       |
| 1973 | 4.     | WM in Teheran                            | Papier         | mit Siegen über Morad Ali Shirani, Iran, Salih Bora, Türkei u. Ferenc Seres und einem Unentschieden gegen Constantin Alexandru, Rumänien, im Kampf gegen Wladimir Subkow wurden beide Ringer wegen Passivität disqualifiziert |
| 1974 | 5.     | EM in Madrid                             | Papier         | mit Siegen über Ferenc Seres, Heinz Schmieden, BRD und Dietmar Hinz, DDR und Niederlagen gegen Constantin Alexandru und Alexei Schumakow, UdSSR                                                                               |
| 1975 | 1.     | Klippan-Turnier                          | Fliegen        | vor Benni Ljungbeck und Naavala, bde. Schweden |
| 1975 | 2.     | „Werner-Seelenbinder“-Turnier in Leipzig | Papier         | hinter Constantin Alexandru, vor Dietmar Hinz |
| 1975 | 3.     | WM in Minsk                              | Papier         | mit Siegen über Kazuharu Ishida, Khalil Rashid-Mohammadzadeh, Iran und Otto Köb, Österreich, einer Niederlage gegen Gheorghe Berceanu, einem Sieg über Salih Bora und einer Niederlage gegen Wladimir Subkow                  |
| 1976 | 5.     | EM in Leningrad                          | Papier         | nach einem Sieg über Salih Bora und Niederlagen gegen Ferenc Seres und Alexei Schumakow |
| 1976 | Bronze | OS in Montreal                           | Papier         | mit Siegen über Lee In-chang, Südkorea, Antonio Quistelli, Italien, Khalil Rashid-Mohammadzadeh und Salih Bora und Niederlagen gegen Gheorghe Berceanu und Alexei Schumakow                                                   |

Anm.: alle Wettkämpfe im griechisch-römischen Stil, OS = Olympische Spiele, WM = Weltmeisterschaft, EM = Europameisterschaft, Papiergewicht, damals bis 48 kg, Fliegengewicht, damals bis 52 kg Körpergewicht